# Topi (vêtement)
Le topi ou dhaka topi (en népalais : टोपी ou ढाका टोपी, en API : [ɖʱaka ʈopi]) est un couvre-chef en forme de calot, porté au Népal et qui constitue une partie du costume national népalais. Il est porté par les hommes, en particulier durant les fêtes ou les cérémonies officielles.

## Étymologie
Dhaka topi signifie littéralement « couvre-chef fait à partir d'un tissu dacca », une pièce de tissu en coton fin auparavant importé exclusivement de la ville de Dacca, capitale de l'actuel Bangladesh,,.

## Histoire
Le topi est un élément du costume national népalais et un symbole de la nationalité népalaise,,. Il s'est popularisé durant le règne du roi Mahendra, qui régna de 1955 à 1972, et qui a rendu obligatoire le port du topi pour les photographies des passeports et autres documents officiels, obligation légale jusqu'en 1989. Des topis sont offerts durant les fêtes de Dashain et de Tihar. Le topi est aussi porté par les représentants du gouvernement en tant qu'élément du costume national. À l'époque du roi Mahendra, il était obligatoire de porter le topi dans les bâtiments officiels ; des topis étaient mis à disposition près du Singha Durbar (le « Hall du Lion ») à Katmandou.

## Usage
Un badge comportant deux kukris croisés est porté sur le dhaka topi par les fonctionnaires à Katmandou ou par les Népalais lorsqu'ils visitent le palais.
Bien que les vêtements en tissu dacca ne dominent plus la mode népalaise, ils font partie intégrante de la société et de l'identité népalaise,. Alors que beaucoup de Népalais portent rarement un couvre-chef sauf lorsqu'ils assistent à des évènements culturels, beaucoup de personnes portent encore des costume en dacca régulièrement, notamment dans les rues de Katmandou. Le dacca joue encore un rôle dans les rituels, tels que les mariages et les funérailles de beaucoup de groupes ethniques de la vallée. Malgré l'existence de nombreux ateliers qui en produisent, ils ont des difficultés à répondre à la demande en croissance constante pour des topi .

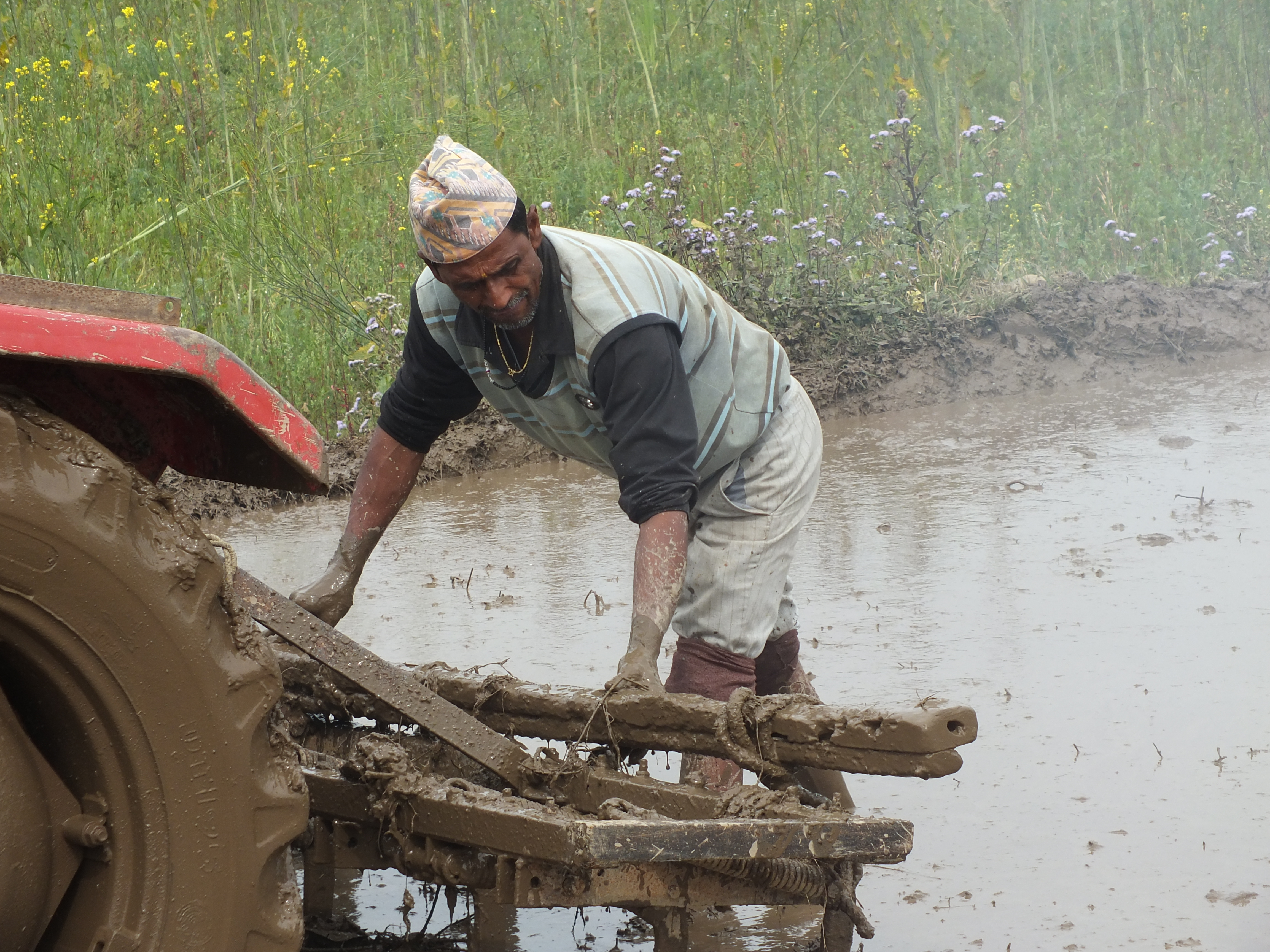
Le topi est porté pour les grandes occasions, mais aussi dans la vie quotidienne.

Selon Tejeswar Babu Gongah, un chroniqueur, activiste et expert culturel, « le topi, qui a une base ronde, avec une hauteur de 7 à 10 cm, évoquent l'Himalaya. Le topi est censé représenter la montagne après la fonte des glaces. La glace fondue permet la croissance des végétaux et des fleurs aux couleurs vibrantes dans les vallées des montagnes. »
La journée internationale népalaise du dhoti et du topi est célébrée par les Népalais le 1er janvier pour maintenir les traditions vestimentaires,. Ce jour-là, les Népalais des ethnies Madhesi et Tharu portant le dhoti sont moins nombreux que les Népalais portant les topi et bhadgaunle. Les Madhesis profitent de ce jour pour promouvoir leur identité distincte. Les Madhesis et les Sikhs du Népal sont souvent victimes de discrimination à cause de leur refus de porter le dhaka topi,.